# Parque de la Dehesa Boyal

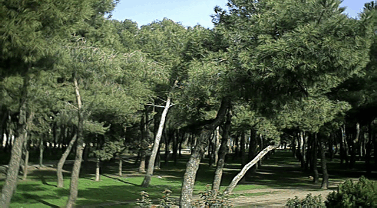
Parque de la Dehesa de Boyal, popularmente conocido como parque de los Pinos

El parque de la Dehesa Boyal es un parque del distrito de Villaverde de Madrid. Se encuentra en el barrio de San Cristóbal, entre las dos vías de ferrocarril que delimitan el barrio, la carretera de Andalucía y la calle Burjasot. Es popularmente conocido como Parque de los Pinos.
El parque de la Dehesa Boyal se abrió en el año 1973, con un estanque y un templete para la música. Tiene una superficie de 12 700 m². Es un parque de carácter eminentemente forestal y es la zona verde de referencia en el barrio de San Cristóbal. El parque conserva de la época en que fue vivero, un pinar de 35 000 m²; el resto ha ido transformándose con el paso del tiempo y de las remodelaciones, realizadas por el Ayuntamiento de Madrid. El último Plan de Actuaciones y Acondicionamiento va del 2006 al 2011.
Parque que consta de dos zonas claramente diferenciadas: una constituida por praderas de césped y macizos arbustivos que atravesada por un entramado de paseos y caminos se sitúa alrededor de una fuente de grandes dimensiones. La otra zona la forma una masa de pinos carrascos y piñoneros y donde es fácil observar la población de ardillas que allí habita.
Por el parque pasa el arroyo Butarque, aunque en la actualidad sus aguas se encuentran soterradas. Instalación parcialmente accesible para personas con movilidad reducida
El parque es accesible en la mayor parte de recorridos y partes principales.

## Flora
Son los más representativos, existen otras variedades en pequeño número, procedentes de posteriores replantes:
- el pino carrasco (Pinus halepensis), un árbol de la familia Pinaceae, género Pinus, también conocido como pino de Alepo o pino blanco, de hoja perenne en forma de aguja. Puede alcanzar los 20 m de altura. Tronco macizo y tortuoso, de corteza gris rojizo y copa irregular. Muy resistente a la aridez;

- el pino piñonero (Pinus pinea), árbol de la familia Pinaceae, género Pinus, también conocido como pino piñonero por producir como semilla grandes piñones;

- el ciprés, nombre común del género Cupressus, un árbol de zonas cálidas o templadas, de crecimiento rápido, que puede alcanzar los 20 m de altura con un diámetro aproximado de unos 60 cm. Es una conífera de hojas perennes, de la familia de las Cupresáceas;

- el olmo (Ulmus), un género botánico con 204 especies de plantas de flores perteneciente a la familia Ulmaceae;

- la morera (Morus alba), una especie del género Morus, árboles oriundos de las zonas templadas de Asia, de tamaño pequeño a mediano, pueden ser monoicos o dioicos.Tras la floración (mayo o junio) surgen los frutos compuestos, formados por pequeñas drupas estrechamente agrupadas, entre 2-3 cm de largo, llamadas moras de color blanco a rojizo. De rápido crecimiento cuando son jóvenes, pero más lentos a medida que alcanzan la madurez, no suelen sobrepasar los 15 m.

## Fauna
Todo ello sirve de cobijo y alimento a una nutrida variedad de pequeños animalitos. Destan, entre las aves:
- el gorrión, nombre que comprende varias especies de aves del orden de los Passeriformes, en general, a todas las aves del género Passer (familia Passeridae); en particular, al llamado gorrión común, europeo o doméstico, Passer domesticus;

- la paloma, aproximadamente una variedad de 308 especies de aves de la familia Columbidae, dentro del orden Columbiformes;

- el jilguero (Carduelis carduelis, etimología del latín silguero, sybilum, "cardo") es un ave del orden de los pájaros paseriformes, de la familia de los fringílidos. De origen euroasiático y abundante en la península ibérica.

Y entre los mamíferos:
- las ardillas, o esciúridos, (Sciuridae), una familia de roedores de pequeña talla.